# Liste de la composition du conseil de sécurité nationale
 (juillet 2022).
Cet article donne la composition du Conseil de sécurité nationale des États-Unis.

## Composition en 2010
| Structure du Conseil de sécurité nationale (2010) | |
| Président                                         | Barack Obama (président des États-Unis) |
| Membres permanents                                | Joe Biden (vice-président) Hillary Clinton (secrétaire d'État)) John W. Snow (secrétaire au Trésor) Robert Gates (secrétaire à la Défense) |
| Conseiller militaire                              | Michael Mullen (chef d'état-major des armées des États-Unis) |
| Conseiller du renseignement                       | Vacant (directeur du renseignement national) - Note : poste occupé par le directeur de la CIA avant le 21 avril 2005 |
| Participants réguliers                            | James L. Jones (conseiller à la sécurité nationale) Rahm Emanuel (chef de cabinet de la Maison Blanche) Thomas Donilon (député pour les affaires de sécurité nationale) |
| Participants additionnels                         | Timothy Geithner (secrétaire au Trésor des États-Unis) Eric Holder (procureur général adjoint des États-Unis) Janet Napolitano (secrétaire à la Sécurité intérieure des États-Unis) Robert Bauer (conseiller du président) Lawrence Summers (président du Conseil économique national) Susan Rice (ambassadeur des États-Unis aux Nations unies) Peter Orszag (Bureau de la gestion et du budget) |

## Composition en 2005
| Structure du Conseil de sécurité nationale (2005) | |
| Président                                         | George W. Bush (président des États-Unis) |
| Membres permanents                                | Richard B. Cheney (vice-président) Condoleezza Rice (secrétaire d'État)) John W. Snow (secrétaire au Trésor) Donald H. Rumsfeld (secrétaire à la Défense) Stephen J. Hadley (assistant du président pour les affaires de sécurité nationale) |
| Conseiller militaire                              | Général Peter Pace, USMC (chef d'état-major des armées des États-Unis) |
| Conseiller du renseignement                       | John Negroponte (directeur du renseignement national) - Note: poste occupé par le directeur de la CIA avant le 21 avril 2005 |
| Participants additionnels                         | Joshua B. Bolten (chef d’état-major particulier du président) Harriet Miers (chef des services juridiques) Allan Hubbard (assistant du président pour les affaires économiques)                                                              |

## Composition en 2006
| Structure du Conseil de sécurité nationale (2006) | |
| Président                                         | George W. Bush (président des États-Unis) |
| Membres permanents                                | Richard B. Cheney (vice-président) Condoleezza Rice (secrétaire d'État)) Henry M. Paulson, Jr. (secrétaire au Trésor) Donald H. Rumsfeld (secrétaire à la Défense) Stephen J. Hadley (assistant du président pour les affaires de sécurité nationale) |
| Conseiller militaire                              | General Peter Pace, USMC (Chairman of the Joint Chiefs of Staff) |
| Conseiller du renseignement                       | John Negroponte (directeur du renseignement national) |
| Participants additionnels                         | Joshua B. Bolten (chef d'état-major particulier du président) Harriet Miers (chef des services juridiques) Allan Hubbard (assistant du président pour les affaires économiques)                                                                       |